# 劇団ClownCrown
劇団ClownCrown（げきだんクラウンクラウン）は、日本の劇団。

## 概要
2014年3月に池田練悟を団長とし結成された。「演劇を活用して日常生活を面白くする」をコンセプトに活動を行っている。

## 略歴
2014年3月に池田練悟を団長とし結成される。稽古場所は荻窪駅から徒歩1分の場所にある「i Rego Garage（劇団アトリエ）」。アトリエでは舞台公演のほかに、ボードゲーム大会、TRPG、人狼などのイベントが行われている。劇団の名称のClownCrownは、王冠と道化師を意味する語である。

## 上演作品
- 2018年10月公演　『 bye-bye non-human』
- 2019年3月公演　『ClownCrownChaosCRASH』
- 2019年8月ミニ定期発表会　『ClownCrownChaos#4』
- 2019年10月公演　『Time is Life.』
- 2020年1月ミニ定期発表会　『ClownCrownChaos#5』
- 2020年6月オンラインZOOM公演　『ClownCrownChaos online ＃1』